# Vice Chief of Staff of the Air Force

Flagge des VCSAF

Der Vice Chief of Staff of the Air Force (VCSAF; dt. etwa: stellvertretender Generalstabschef der US Air Force) ist der erste Berater und Vertreter des Chief of Staff of the Air Force (CSAF).
Die Dienststellung des VCSAF setzt den Dienstgrad eines Generals und die Zustimmung des US-Senats voraus.

## Liste der Amtsinhaber
| Nr. | Name                           | Bild | Beginn der Berufung | Ende der Berufung  | Spätere Dienstposten |
| --- | ------------------------------ | ---- | ------------------- | ------------------ | --- |
| --  | Scott L. Pleus (kommissarisch) |      | 21. Februar 2025    |                    | |
| 41  | James C. Slife                 |      | 19. Dezember 2023   | 22. Februar 2025   | Entlassung durch Pete Hegseth |
| 40  | David W. Allvin                |      | 16. November 2020   | 29. September 2023 | Seit dem 29. September 2023 Chief of Staff of the Air Force |
| 39  | Stephen W. „Seve“ Wilson       |      | 21. Juli 2016       | 16. November 2020  | |
| 38  | David L. Goldfein              |      | 17. August 2015     | 1. Juli 2016       | |
| 37  | Larry O. Spencer               |      | 27. Juli 2012       | 6. August 2015     | |
| 36  | Philip M. Breedlove            |      | 14. Januar 2011     | 27. Juli 2012      | Kommandeur United States Air Forces in Europe, Supreme Allied Commander Europe |
| 35  | Carrol Chandler                |      | 27. August 2009     | 14. Januar 2011    | |
| 34  | William M. Fraser III.         |      | 9. Oktober 2008     | Mai 2009           | Kommandeur Air Combat Command, US Transportation Command |
| 33  | Duncan J. McNabb               |      | September 2007      | 5. September 2008  | Kommandeur US Transportation Command |
| 32  | John D. W. Corley              |      | September 2005      | September 2007     | Kommandeur Air Combat Command |
| 31  | T. Michael Moseley             |      | August 2003         | 1. September 2005  | Chief of Staff of the Air Force |
| 30  | Robert H. Foglesong            |      | 5. November 2001    | August 2003        | Kommandeur US Air Forces in Europe |
| 29  | John W. Handy                  |      | 17. April 2000      | 4. November 2001   | Kommandeur US Transportation Command |
| 28  | Lester L. Lyles                |      | 27. Mai 1999        | 16. April 2000     | Kommandeur Air Force Materiel Command |
| 27  | Ralph E. Eberhart              |      | 11. Juli 1997       | 26. Mai 1999       | Kommandeur Air Combat Command, Commander in Chief NORAD/United States Space Command, Kommandeur NORAD/US Northern Command                                                                                                   |
| 26  | Thomas S. Moorman, Jr.         |      | 29. Juli 1994       | 11. Juli 1997      | |
| 25  | Michael P. C. Carns            |      | 16. Mai 1991        | 28. Juli 1994      | |
| 24  | John M. Loh                    |      | 4. Juni 1990        | 1. April 1991      | amtierender Chief of Staff of the Air Force, Kommandeur Tactical Air Command, Kommandeur Air Combat Command |
| 23  | Monroe W. Hatch, Jr.           |      | 1. Februar 1987     | 1. Juni 1990       | |
| 22  | John L. Piotrowski             |      | 1. August 1985      | 31. Januar 1987    | Kommandeur NORAD/US Space Command |
| 21  | Larry D. Welch                 |      | 1. August 1984      | 31. Juli 1985      | Kommandeur Strategic Air Command, Chief of Staff of the Air Force |
| 20  | Lawrence A. Skantze            |      | 6. Oktober 1983     | 31. Juli 1984      | Kommandeur Air Force Systems Command |
| 19  | Jerome F. O’Malley             |      | 1. Juni 1982        | 5. Oktober 1983    | Kommandeur Pacific Air Forces, Kommandeur Tactical Air Command |
| 18  | Robert C. Mathis               |      | 1. März 1980        | 31. Mai 1982       | |
| 17  | James A. Hill                  |      | 1. Juli 1978        | 29. Februar 1980   | |
| 16  | Lew Allen Jr.                  |      | 1. April 1978       | 30. Juni 1978      | Chief of Staff of the Air Force, Direktor des Jet Propulsion Laboratory, während des Voyager-Programms (Voyager 1 und 2), Mitglied des President's Foreign Intelligence Advisory Board und des Intelligence Oversight Board |
| 15  | William V. McBride             |      | 19. August 1975     | 31. März 1978      | |
| 14  | Richard H. Ellis               |      | 1. November 1973    | 18. August 1975    | Kommandeur Allied Air Forces Central Europe, Kommandeur US Air Forces in Europe, Kommandeur Strategic Air Command |
| 13  | Horace M. Wade                 |      | 1. Mai 1972         | 31. Oktober 1973   | |
| 12  | John C. Meyer                  |      | 1. August 1969      | 30. April 1972     | Kommandeur Strategic Air Command |
| 11  | John D. Ryan                   |      | 1. August 1968      | 31. Juli 1969      | Chief of Staff of the Air Force |
| 10  | Bruce K. Holloway              |      | 1. August 1966      | 31. Juli 1968      | Kommandeur Strategic Air Command |
| 9   | William H. Blanchard           |      | 19. Februar 1965    | 31. Mai 1966       | |
| 8   | John P. McConnell              |      | 1. August 1964      | 31. Januar 1965    | Chief of Staff of the Air Force |
| 7   | William F. McKee               |      | 1. Juli 1962        | 31. Juli 1964      | Administrator der Federal Aviation Administration |
| 6   | Frederic H. Smith, Jr.         |      | 1. Juli 1961        | 30. Juni 1962      | |
| 5   | Curtis E. LeMay                |      | 1. Juli 1957        | 30. Juni 1961      | Chief of Staff of the Air Force |
| 4   | Thomas D. White                |      | 30. Juni 1953       | 30. Juni 1957      | Chief of Staff of the Air Force |
| 3   | Nathan F. Twining              |      | 10. Oktober 1950    | 29. Juni 1953      | Chief of Staff of the Air Force, Vorsitzender der Joint Chiefs of Staff |
| 2   | Muir S. Fairchild              |      | 27. Mai 1948        | 17. März 1950      | |
| 1   | Hoyt S. Vandenberg             |      | 10. Oktober 1947    | 28. April 1948     | Chief of Staff of the Air Force |